# Belvezet
Belvezet ist eine ehemalige französische Gemeinde mit 85 Einwohnern (Stand: 1. Januar 2022) im Département Lozère in der Region Okzitanien.
Die Gemeinde Belvezet wurde mit Wirkung vom 1. Januar 2017 mit den Gemeinden Bagnols-les-Bains, Le Bleymard, Chasseradès, Mas-d’Orcières und Saint-Julien-du-Tournel zu einer Commune nouvelle mit dem Namen Mont Lozère et Goulet zusammengeschlossen, wo sie seither über den Status einer Commune déléguée verfügt.

## Geographie
Das Dorf Belvézet liegt westlich des Oberlaufs des Chassezac und nördlich des Flusses Lot und des Gebirgsmassivs des Mont Lozère. Die Bahnlinie zwischen Mende und La Bastide-Puylaurent verläuft durch den Ort.

## Weblinks

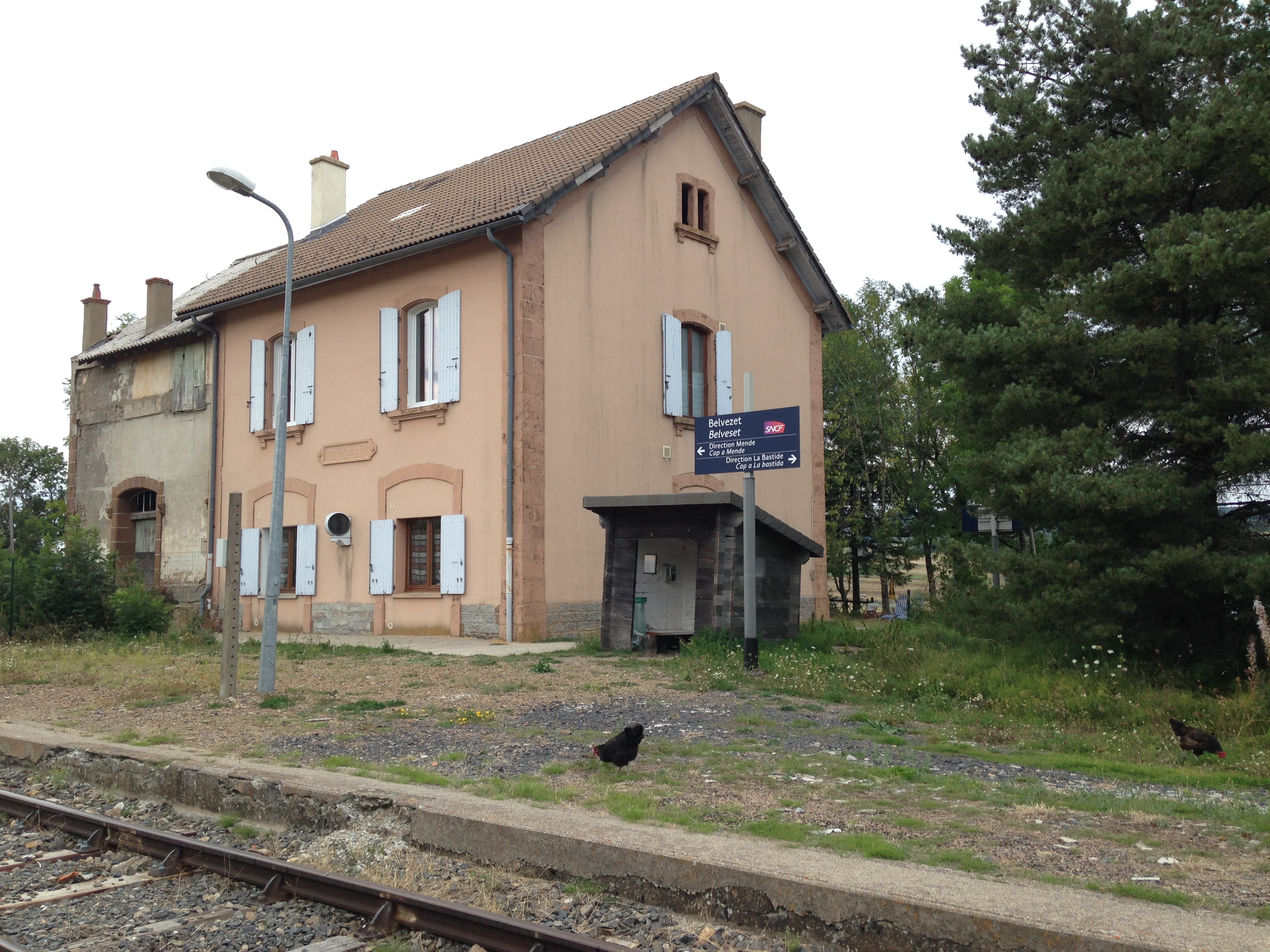
Bahnstation Belvezet